# Второе правительство Пенлеве
Второе правительство Пенлеве́ — кабинет министров, правивший Францией 193 дня с 17 апреля по 27 октября 1925 года , в период Третьей французской республики, в следующем составе:
- Поль Пенлеве — председатель Совета министров и военный министр;
- Аристид Бриан — министр иностранных дел;
- Абрахам Шрамек — министр внутренних дел;
- Жозеф Кайо — министр финансов;
- Антуан Дюрафур — министр труда, гигиены, благотворительности и социального обеспечения;
- Теодор Стег — министр юстиции;
- Эмиль Борель — морской министр;
- Анатоль де Монзи — министр общественного развития и искусств;
- Луи Антериу — министр пенсий;
- Жан Дюран — министр сельского хозяйства;
- Орли Андре-Эссе — министр колоний;
- Пьер Лаваль — министр общественных работ;
- Шарль Шоме — министр торговли и промышленности.

Изменения
11 октября 1925 — Анатоль де Монзи сменил Стега как министр юстиции; Yvon Delbos сменил де Монзи как министр общественного развития и искусств.